# 7650 Kaname
7650 Kaname eller 1990 UG är en asteroid i huvudbältet som upptäcktes den 16 oktober 1990 av den japanska astronomen Tsutomu Seki vid Geisei-observatoriet. Den är uppkallad efter den japanske amatörastronomen Kaname Nakamura.
Asteroiden har en diameter på ungefär 18 kilometer och den tillhör asteroidgruppen Naëma.